# Bernard F. Reilly
Bernard F. Reilly (Audubon, Nova Jersey, Estats Units d'Amèrica, 8 de juny de 1925 - Broomall, Pennsilvània, 11 de desembre de 2021) va ser un professor, historiador i medievalista estatunidenc.
Llicenciat a la Universitat de Villanova el 1950 i amb un màster a la Universitat de Pennsilvània el 1955, acabà exercint com a professor i catedràtic d'Història a la mateixa Universitat de Villanova, on va romandre fins al 1992. Reilly s'especialitzà en l'Alta edat mitjana, el Renaixement i la Reforma Protestant, arribant a escriure gairebé una dotzena de llibres i desenes d'articles al voltant de la Hispania medieval, i molt especialment dels regnes de Lleó i Portugal entre els segles XI i XII. Entre els diversos premis que va guanyar durant la seva extensa carrera professional, destaquen el Premi John Nicholas Brown de 1986 de l'Acadèmia Medieval d'Amèrica pel seu llibre de 1982, “El Regne de Lleó-Castella sota la reina Urraca, 1109-1126”, el Premi del Rei de 1990 de l'Associació Històrica Nord-americana pel llibre de 1988, “El Regne de Lleó-Castella sota el rei Alfonso VI, 1065-1109” i el Premi del Rei de l'any 2000 pel seu llibre de 1998 “El regne de León-Castilla bajo el rei Alfons VII, 1126-1157”. Reilly també va ser acadèmic corresponent de la Reial Acadèmia de Belles Arts i Ciències de Toledo i de l'Acadèmia Portuguesa de la Història, així com membre honorari de la Hispanic Society of America de Nova York.